# Lud
Lud (hebräisch ל֥וּד, altgriechisch λουδ) ist im Alten Testament der viertälteste Sohn Sems und Enkel Noachs.

## Biblischer Bericht

### Lud
Lud erscheint als Person nur in der Völkertafel Gen 10,22  und im Stammbaum 1 Chr 1,17 . Seine Brüder heißen Elam, Assur, Arpachschad und Aram. Der Abschnitt der Völkertafel Gen 10,22–23 , in dem Lud und seine Brüder erwähnt werden, gehört der Priesterschrift an. Seine Nachkommen sind möglicherweise die Lyder.

### Luditer
Die Luditer (hebräisch לוּדִ֧ים ludim, altgriechisch λουδιιμ ludiim) werden in Gen 10,13  und 1 Chr 1,11  als von Ägypten gezeugt erwähnt. Der Abschnitt der Völkertafel Gen 10,8–19 , in dem die Luditer erwähnt werden, gehört nicht der Priesterschrift an. Es handelt sich bei ihnen vermutlich nicht um Nachkommen der Person Lud, sondern um ein anderes wohl im Nordwesten Afrikas ansässiges Volk. In Jes 66,19 , Jer 46,9 , Ez 27,10 , 30,5  und Jdt 2,23  heißt es zwar nur Lud, es scheinen aber trotzdem die Luditer gemeint zu sein.